# Попов, Иван Петрович (Герой Советского Союза)
Иван Петрович Попов (02.11.1923 — 22.09.1943) — участник Великой Отечественной войны, связной взвода пешей разведки 212-го гвардейского стрелкового полка 75-й гвардейской стрелковой дивизии 30-го стрелкового корпуса 60-й армии Центрального фронта, гвардии младший сержант, Герой Советского Союза (1943) .

## Биография
Иван Петрович Попов родился 2 ноября 1923 года в городе Нижний Новгород в семье рабочего. Окончил семилетнюю школу и школу ФЗУ при заводе «Двигатель революции». В 1941 году пришёл на завод, где проработал около года токарем.
В марте 1942 года Попов И. П. был призван в ряды Красной Армии. После окончания курсов младшего командного состава в апреле 1943 года был направлен на фронт и стал разведчиком взвода пешей разведки 212-го гвардейского стрелкового полка 75-й гвардейской стрелковой дивизии.
Гвардии красноармеец Попов И. П. участвовал в битве на Курской дуге, награждён медалью «За отвагу» 

за то, что вместе с красноармейцем Кочатковым в ночь с 11 на 12 июля 1943 г. подполз к батарее 81 мм минометов противника, забросал её гранатами, вывел из строя расчет, разбил два миномёта, захватил ценные документы убитых и вернулся в подразделение.
Особо отличился гвардии младший сержант Попов И. П. при форсировании реки Днепр севернее Киева, в боях при захвате и удержании плацдарма в районе сёл Глебовка и Ясногородка (Вышгородский район Киевской области) на правом берегу Днепра осенью 1943 года. В представлении к награждению командир 212-го гвардейского стрелкового полка гвардии полковник Борисов М. С. написал:

Гвардии младший сержант Попов в период боёв на Киевском направлении показал образец мужества, отваги и умелой доставки боевых донесений на КП командира полка.
Относясь крайне серьёзно к порученным боевым заданиям, прилагая всё умение и инициативу к лучшему выполнению их, тов. Попов обеспечил своевременное получение боевых донесений командованием полка.

При форсировании реки Днепр гвардии младший сержант Попов один из первых в составе взвода гвардии лейтенанта Полякова форсировал реку Днепр, с целью разведки пристани Глебовка, села Казаровичи и обнаружения огневых точек и сил противника.
При производстве разведки в ночь с 21.9 на 22.9.43 года в районе села Казаровичи взвод пешей разведки вступил в неравный бой с противником, где гвардии младший сержант Попов показал образец мужества, героизма и отваги, истребил 7 немецких солдат и офицеров и сам погиб смертью героя, не отступив ни на шаг.

За смелые действия при форсировании реки Днепр и отважные действия при отражении атак противника в районе села Казаровичи достоин присвоения звания «Герой Советского Союза».
Указом Президиума Верховного Совета СССР от 17 октября 1943 года за успешное форсировании реки Днепр севернее Киева, прочное закрепление плацдарма на западном берегу реки Днепр и проявленные при этом мужество и геройство гвардии младшему сержанту Попову Ивану Петровичу присвоено звание Героя Советского Союза посмертно.

## Память
- В честь Ивана Петровича Попова названа одна из улиц Ленинского района города Нижний Новгород.
- Его имя высечено на стеле, установленной на территории Мемориального комплекса Вечный огонь в Нижегородском Кремле.

## Награды
- Медаль «Золотая Звезда» Героя Советского Союза (17 октября 1943 года);
- орден Ленина;
- медаль «За отвагу».